# Чон Сонсук
Чон Сонсук (кор. 정성숙, 26 января 1972) — корейская дзюдоистка лёгкой и полусредней весовых категорий, выступала за сборную Южной Кореи в середине 1990-х — начале 2000-х годов. Бронзовый призёр летних Олимпийских игр в Атланте и Сиднее, чемпионка мира, чемпионка Азиатских игр, пятикратная чемпионка Азии, победительница многих турниров национального и международного значения.

## Биография
Чон Сонсук родилась 26 января 1972 года.
Первого серьёзного успеха на взрослом международном уровне добилась в 1993 году, когда попала в основной состав корейской национальной сборной и побывала на чемпионате Азии в Макао, откуда привезла награду золотого достоинства, выигранную в полусредней весовой категории. Год спустя завоевала золотую медаль на Азиатских играх в Хиросиме, ещё через год в том же весе была лучшей на азиатском первенстве в Нью-Дели и на мировом первенстве в Тибе.
В 1996 году Чон одержала победу на чемпионате Азии в Хошимине и благодаря череде удачных выступлений удостоилась права защищать честь страны на летних Олимпийских играх 1996 года в Атланте. Взяла верх над первыми тремя соперницами, однако на стадии полуфиналов проиграла бельгийке Гелле Вандекавейе, действующей чемпионке Европы. В утешительном поединке за третье место поборола Яэль Арад из Израиля и вынуждена была довольствоваться бронзовой олимпийской наградой.
На чемпионате Азии 1997 года в Маниле Чон прошла всех своих соперниц, в том числе японку Киэ Кусакабэ в финале, и в четвёртый раз подряд завоевала в полусреднем весе золотую медаль. В то время как на чемпионате мира в Париже стала бронзовой призёршей, потерпев поражение на стадии четвертьфиналов от представительницы Испании Сары Альварес. В следующем сезоне спустилась в лёгкую весовую категорию и выступила на Азиатских играх в Бангкоке, где тоже получила бронзу. В 2000 году в категории до 63 кг была лучшей на азиатском первенстве в Осаке, став таким образом пятикратной чемпионкой Азии по дзюдо. Будучи в числе лидеров дзюдоистской команды Южной Кореи, благополучно прошла квалификацию на Олимпийские игры 2000 года в Сиднее — на сей раз уже в стартовом поединке проиграла француженке Северин Ванденхенде, которая в итоге и стала олимпийской чемпионкой. Тем не менее, в утешительных встречах за третье место взяла верх над всеми четырьмя соперницами и удостоилась тем самым бронзовой награды.
После сиднейской Олимпиады Чон Сонсук ещё в течение некоторого времени оставалась в основном составе корейской национальной сборной и продолжала принимать участие в крупнейших международных турнирах. Так, в 2001 году она выступила на гран-при в Севилье, где заняла в полусредней весовой категории пятое место. Вскоре по окончании этих соревнований приняла решение завершить карьеру профессиональной спортсменки, уступив место в сборной молодым корейским дзюдоисткам.